# Алуниш (Горж)
Алуниш (рум. Aluniș) насеље је у Румунији у округу Горж у општини Капрени. Oпштина се налази на надморској висини од 216 m.

## Становништво
Према подацима из 2002. године у насељу је живело 136 становника, од којих су сви румунске националности.